# Năm Đồ
Năm Đồ, tên thật Nguyễn Thị Đồ (16 tháng 1 năm 1916 - 24 tháng 2 năm 1992), là một nghệ sĩ tuồng Việt Nam.

## Tiểu sử
Nguyễn Thị Đồ sinh ngày 16 tháng 1 năm 1916 tại Hiệp Thành, tỉnh Tây Ninh. Bà sinh ra trong một gia đình nghèo, cha bà là nhạc sĩ đờn cò trong đại bang hát bội của bầu Cung. Năm 13 tuổi, sau khi mẹ qua đời, Năm Đồ phải rời gia đình theo gánh hát Tấn Thành Ban làm công trả nợ và học được hát bội trong những năm tháng ở thuê.
Ở trong gánh hát, bà được bà chủ Cao Minh Châu yêu mến và truyền nghề. Năm 17 tuổi, bà đóng vai đào chính Thần nữ (trong Thần nữ dâng ngũ linh kỳ). Năm Đồ nhanh chóng nổi tiếng và được khán giả mến mộ nhờ khả năng diễn xuất, gương mặt đẹp và giọng ca truyền cảm.
Năm Đồ trở thành một diễn viên lâu năm trên sân khấu hát bội ở Sài Gòn, đặc biệt có sân khấu mang tên mình, tuy nhiên sự nghiệp cũng có những lúc thăng trầm. Năm 1968, khi tuồng bị cải lương lấn át, Năm Đồ và nhiều đồng nghiệp chỉ còn được đi hát chầu. Sau năm 1975, Đoàn Hát bội Thành phố Hồ Chí Minh được thành lập, Năm Đồ trở thành một trong những nghệ sĩ trụ cột của đoàn. Bà đã tận tình truyền nghề và kinh nghiệm cho các thế hệ diễn viên trẻ.
Trong sự nghiệp diễn viên, bà thành công ở những vai đào như Điêu Thuyền (Phụng Nghi Đình), Chung Vô Diệm (vở diễn cùng tên), Phàn Lê Huê (vở Phàn Lê Huê của Hồng Thủy...), và ở cả vai nam như Trương Phi. Bà đã cùng Đoàn Hát bội thu nhiều đĩa hát, trong đó có một bộ đĩa tham dự Nhạc hội Á châu do Tổ chức Giáo dục, Khoa học và Văn hóa Liên Hợp Quốc tổ chức. Trích đoạn hát bội Yến Phi Long tiễn chồng do Năm Đồ thể hiện đã nhận được giải thưởng của UNESCO, giải nhất trong vai Phi Long. Năm 1976, bà trong nhóm văn nghệ sĩ đi biểu diễn phục vụ Đại hội Đảng lần IV tại Hà Nội. Năm 1984, Năm Đồ được Nhà nước Việt Nam phong tặng danh hiệu Nghệ sĩ Nhân dân.

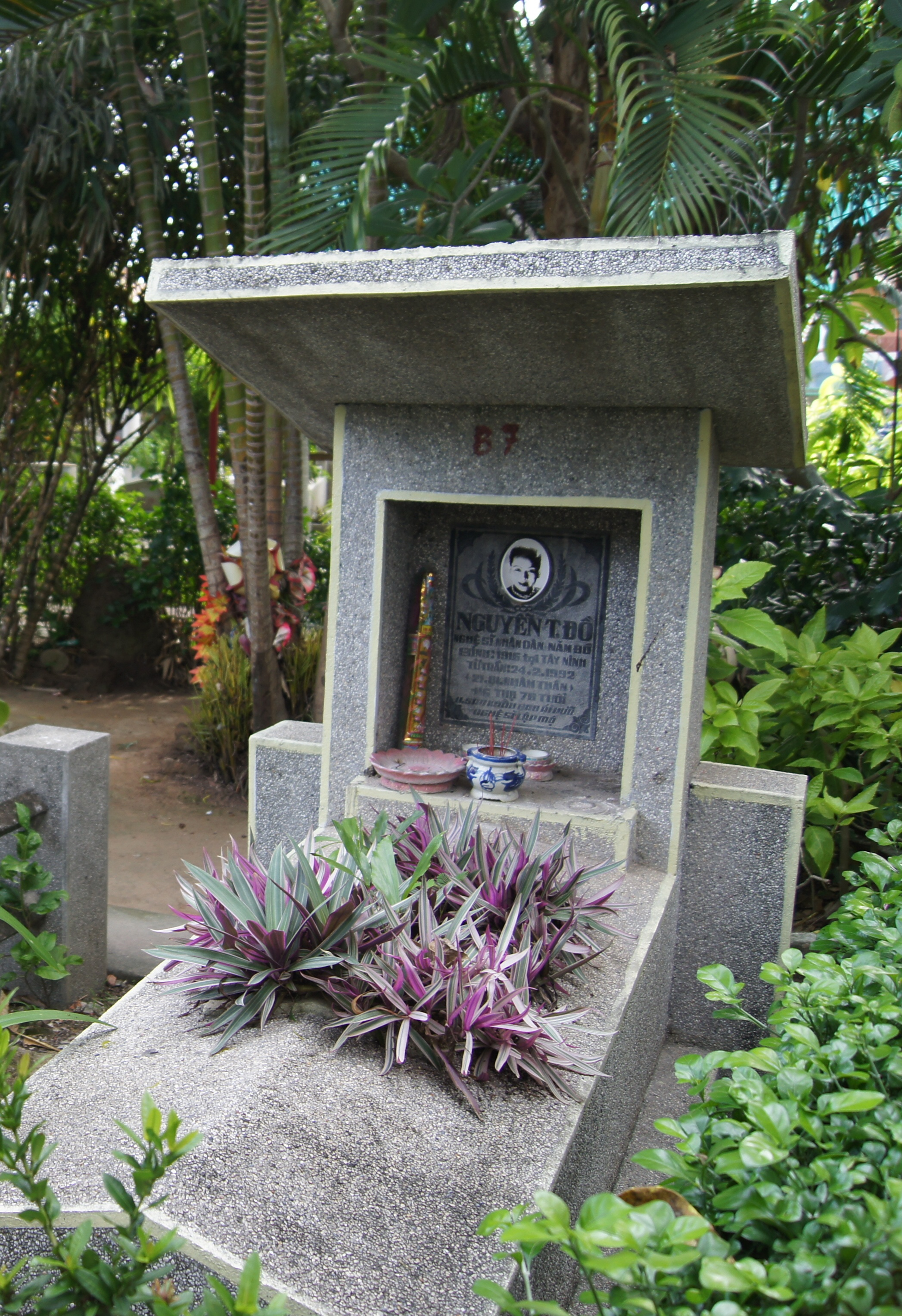
Phần mộ nghệ sĩ Năm Đồ tại chùa Nghệ sĩ

Bà qua đời năm 1992 tại chùa Nghệ sĩ, hưởng thọ 76 tuổi. Bà được an táng tại nghĩa trang của chùa.